# William Stephen Finsen
William Stephen Finsen, né le 28 juillet 1905 et mort le 16 mai 1979, est un astronome sud-africain.

## Biographie
Il a découvert un certain nombre d'étoiles doubles et a pris de nombreuses photos de la planète Mars. Il a développé l'interféromètre oculaire de Finsen pour mesurer les étoiles doubles très proches. Il fut directeur de l'observatoire de l'Union, en Afrique du Sud, de 1957 à sa fermeture en 1965 (l'observatoire avait été rebaptisé Observatoire de la République en 1961). Finsen avait commencé dans cet observatoire 55 ans plus tôt.
L'astéroïde (1794) Finsen porte son nom, tout comme Finsen Dorsum sur l'astéroïde (433) Éros.